# Partido judicial de Pamplona
El partido judicial de Pamplona o partido judicial n.º 4 de la provincia de Navarra es uno de los cinco partidos judiciales de la Comunidad Foral Navarra (España) cuya cabeza es la ciudad de Pamplona. Su término coincide con la merindad histórica homónima excepto el municipio de Burlada que pertenece a la Merindad de Sangüesa.
Cuenta con:
- 10 Juzgados de Primera Instancia
- 5 Juzgados de Instrucción
- 4 Juzgados de lo Social
- 3 Juzgados de lo Contencioso-Administrativo
- 1 Juzgado de lo Mercantil
- 1 Juzgado de Violencia sobre la Mujer
- 5 Juzgados de lo Penal
- 1 Juzgado de Vigilancia Penitenciaria
- 1 Juzgado de Menores

Además estos, Pamplona también es sede de los órganos judiciales superiores de la Comunidad Foral de Navarra:
- Tribunal Superior de Justicia. Sala de lo Civil y Penal
- Tribunal Superior de Justicia. Sala de lo Contencioso-Administrativo
- Tribunal Superior de Justicia. Sala de lo Social
- Audiencia Provincial Penal n.º 1
- Audiencia Provincial Penal n.º 2
- Audiencia Provincial Civil n.º 3

## Municipios que lo integran
Los municipios que integran el partido Judicial de Pamplona son 86 y suman un total aproximado de 329 693 habitantes: Adiós,
Alsasua,
Añorbe,
Ansoáin,
Anué,
Araiz,
Araquil,
Arano,
Aranaz,
Arbizu,
Areso,
Arruazu,
Atez,
Bacáicoa,
Barañáin,
Basaburua Mayor,
Baztán,
Beinza-Labayen,
Belascoáin,
Vera de Bidasoa,
Beriáin,
Berrioplano,
Berriozar,
Bertiz-Arana,
Betelu,
Biurrun-Olcoz,
Burlada,
Ciordia, 
Ciriza,
Cizur,
Donamaría,
Santesteban,
Echarri,
Elgorriaga,
Enériz,
Erasun,
Ergoyena,
Echalar,
Echarri-Aranaz,
Echauri,
Ezcabarte,
Ezcurra,
Galar,
Goizueta, 
Huarte-Araquil, 
Imoz,
Irañeta,
Irurzun,
Ituren,
Iturmendi,
Iza,
Juslapeña,
Lacunza,
Lanz,
Larraun,
Legarda,
Leiza,
Lecumberri,
Lesaca,
Muruzábal,
Obanos,
Odieta,
Oiz,
Olaibar,
Olazagutía,
Ollo,
Olza,
Orcoyen,
Pamplona,
Puente la Reina,
Saldías,
Sumbilla,
Tirapu,
Ucar,
Ulzama,
Urdax,
Urdiain,
Urroz,
Uterga,
Vidaurreta, 
Villava,
Yanci, 
Zabalza,
Zizur Mayor,
Zubieta y
Zugarramurdi.